# Robert Gilchrist
Robert Gilchrist (Londres, 14 de octubre de 1990) es un baloncestista británico de 2,06 metros de altura que juega en la posición de pívot. Es internacional absoluto con Gran Bretaña e Inglaterra.

## Carrera deportiva
Es un jugador formado en los Florida State Seminoles, donde jugaría desde 2012 hasta 2014. Destaca por ser un jugador atlético, con buena potencia de salto, lo que le hace jugar por encima del aro y ser un buen reboteador.
Tras no ser drafteado en 2014, daría el salto a Europa para jugar en Alemania en las filas del BG Karlsruhe, y más tarde, jugaría en Grecia en las filas del Peristeri.
En la temporada 2016-17, Gilchrist formó parte de la plantilla del Holargos, en Grecia, un equipo de la segunda división, hasta que en febrero de 2017, firma por el Araberri Basket Club para jugar en Liga LEB Oro.
En febrero de 2020, pasa a formar parte de la plantilla del Carramimbre CBC Valladolid hasta final de temporada, con el que solo juega dos partidos, tras la suspensión de la liga por la pandemia.
En la temporada 2020-21, firma por el Rueil Athletic Club de la Nationale Masculine 1, la tercera división francesa, donde juega 9 partidos y promedia 9,33 puntos.
En 2021, firma por los Surrey Scorchers de la British Basketball League.
En enero de 2022, firma por el Sanaat Mes Rafsanjan de la Superliga de baloncesto de Irán.

## Selección nacional
Gilchrist representó a su país en la División B del Eurobasket Sub-18 de 2008 y, posteriormente, en varios partidos de la clasificación a la Copa Mundial de Baloncesto de 2019 y al Eurobasket 2022.
Asimismo jugó para Inglaterra en los Juegos de la Mancomunidad de 2018.